# Osvaldo Savio
Osvaldo Maria Michele Savio (Torino, 29 novembre 1909 – Torino, 8 settembre 1978) è stato un arbitro di calcio italiano.

## Carriera arbitrale
Per la Sezione Arbitrale di Torino inizia la carriera arbitrale alla fine degli anni trenta nelle categorie inferiori, arbitra il primo incontro di Serie B il 10 novembre 1940 ed è la partita Verona-Lucchese (0-1), in Serie A inizia ad arbitrare nel primo dopoguerra la prima direzione nella massima serie è Sampdoria-Milan (2-1) del 13 ottobre 1946, dopo sei stagioni e dopo aver diretto quarantotto partite di Serie A chiude il 30 dicembre 1951 dirigendo Lazio-Bologna (1-0)